# Адапазары
Адапазары́ (тур. Adapazarı) — город в северо-западной Турции, центр ила Сакарья. Второе название города - Сакарья (оно преобладает, в том числе в дорожных указателях и документах).  Население 377,683 тыс. чел. (2008). 
Является родным городом сильнейшей шахматистки в истории Турции, многократной чемпионки страны, первой в стране гроссмейстера-женщины Бетул Джемре Йилдиз и популярного футболиста Хакана Шукюра.

## Города-побратимы
- Делфт (Нидерланды),
- Шумен (Болгария),
- Луисвилл, Кентукки (США)
- Сухум (Грузия/Республика Абхазия)[1]

## Галерея

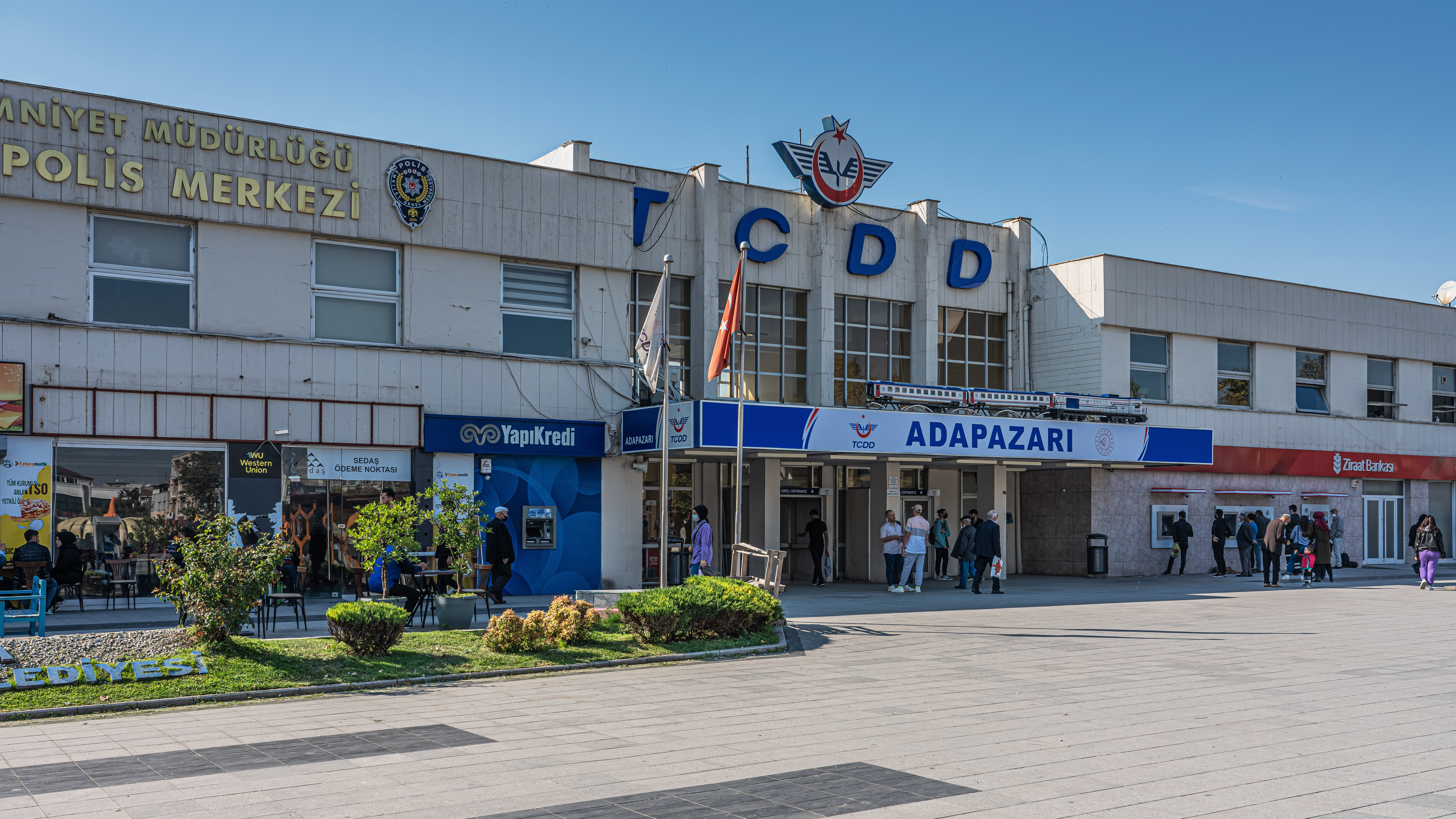
Вокзал
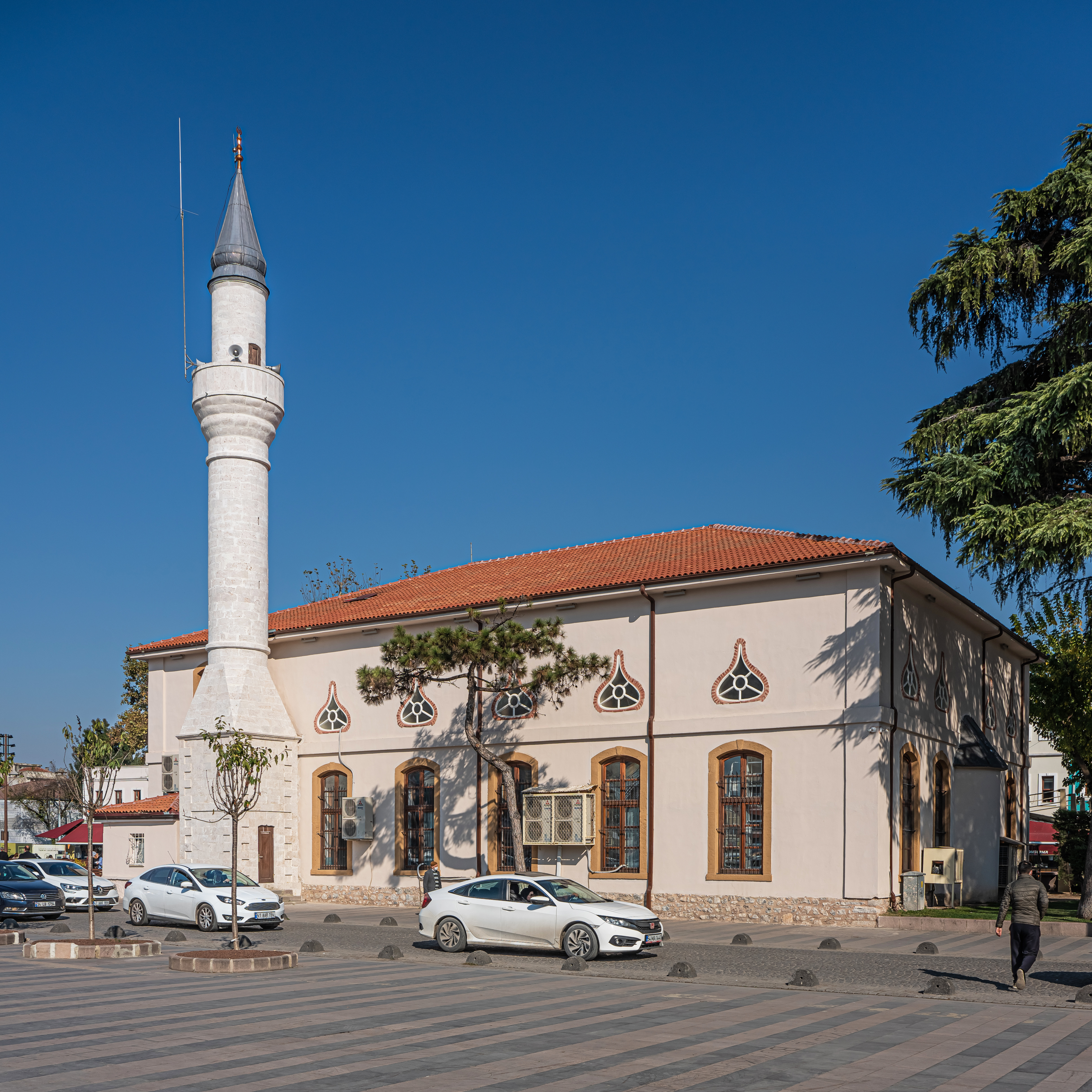
Мечеть Орхана
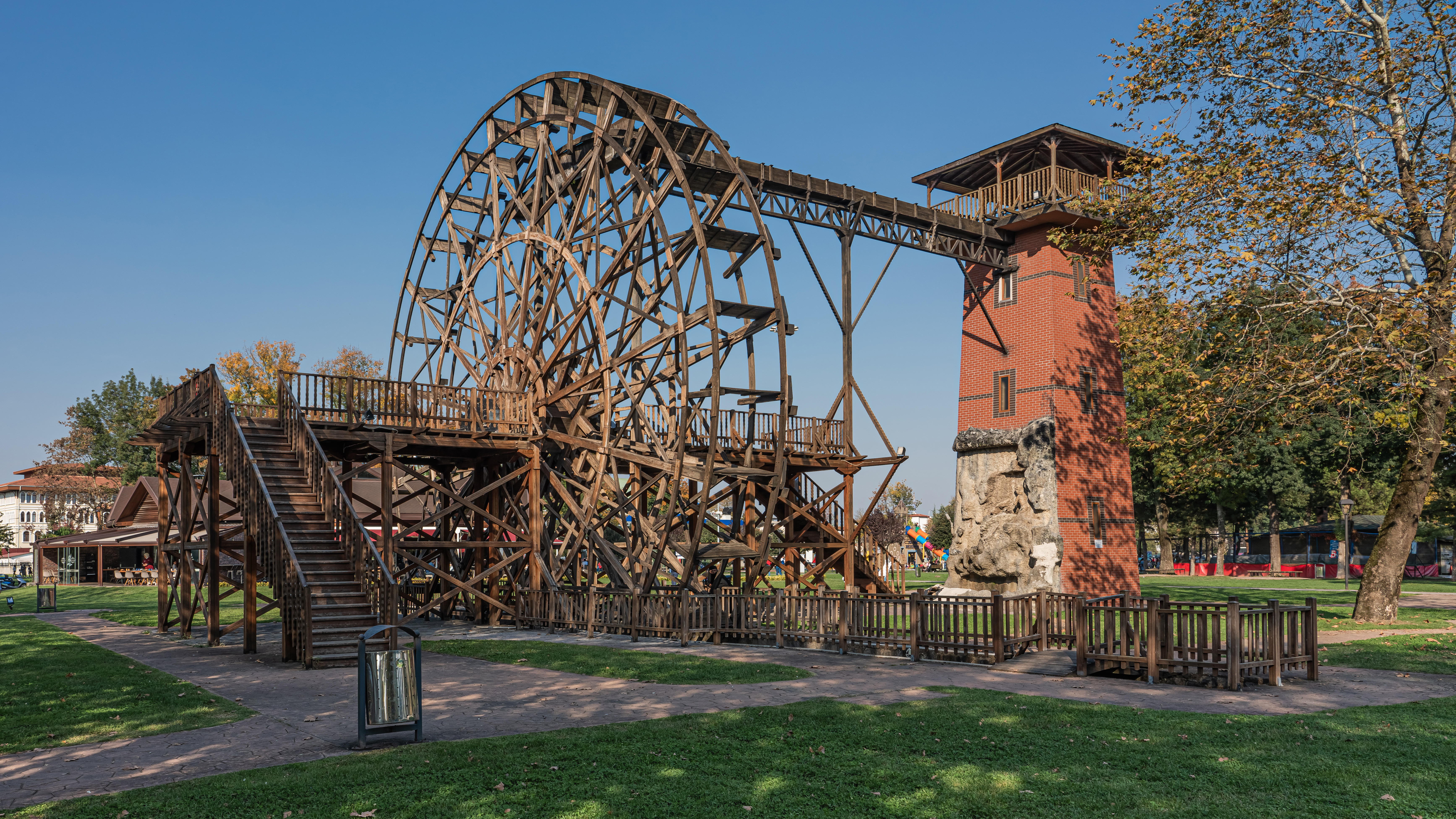
Городской парк, бывшая водяная мельница